# Hu Yanlin
Hu Yanlin (chinesisch 胡彦林; * Januar 1943 in Harbin, Heilongjiang) ist ein Offizier der Volksbefreiungsarmee außer Dienst und ehemaliger Politiker der Kommunistischen Partei Chinas (KPCh) in der Volksrepublik China, der unter anderem zwischen 2003 und 2008 Politischer Kommissar der Marine der Volksrepublik China war.

## Leben
Hu Yanlin, der zum Han-Volk gehört, trat 1959 in die Luftstreitkräfte der Volksbefreiungsarmee ein und wurde 1960 Mitglied der Kommunistischen Partei Chinas (KPCh). Er war 1965 Absolvent der Flugschule der Luftstreitkräfte und fand in den darauffolgenden Jahren zahlreiche Verwendungen als Politoffizier. 1990 wurde er als Generalmajor in die Marine der Volksrepublik China versetzt und erhielt dort den Rang eines Konteradmirals. Daraufhin fungierte er zwischen 1990 und 2003 in Personalunion als stellvertretender Politische Kommissar und Direktor der Politischen Abteilung der Marine sowie zugleich auch noch als Direktor der Marineflieger-Abteilung der Marine. 
In dieser Zeit wurde Hu, der auch Absolvent der Nationalen Verteidigungsuniversität der Volksbefreiungsarmee war, zum Vizeadmiral befördert. Im Juni 2003 übernahm er von Admiral Yang Huaiqing den Posten als Politischer Kommissar der Marine der Volksrepublik China. Diesen Posten bekleidete er bis Juli 2008, woraufhin Vizeadmiral Liu Xiaojiang seine Nachfolge antrat. Er wurde 2004 zum Admiral befördert und schied mit Erreichen der Altersgrenze von 65 Jahren 2008 aus dem aktiven Militärdienst und trat in den Ruhestand. Während eines Treffens mit General Ehsan ul Haq, dem Chef der Vereinigten Stabschefs der Streitkräfte Pakistans erklärte er, dass die Beziehungen zwischen Pakistan und China auf Dauer geprüft und eine Allwetter-Partnerschaft sind, die allen Herausforderungen für die kommenden Zeiten standhalten würde, nachdem es zuvor im Mai 2006 bei einem Besuch des Chefs des Stabes der Pakistan Navy, Admiral Mohammad Afzal Tahir, in Peking bereits intensive Gespräche über den Verkauf von Fregatten gegeben hatte. Er war ferner Abgeordneter des Nationalen Volkskongresses.
Im März 2009 erklärte Hu, dass die wichtigsten Nachbarländer Chinas über Flugzeugträger verfügen, daher sei es für China aus Sicherheitsüberlegungen erforderlich, die eigene Marine mit derartigen Schiffen zu verstärken. „Es sollte kein Grund zur Beunruhigung bestehen, da alle wichtigen Nachbarn Chinas ihre eigenen Flugzeugträger haben“, sagte Hu in Reaktion auf die Frage, ob sich die Nachbarstaaten nicht Sorgen machen würden. Russland, Indien, Thailand und die Republik Korea besitzen Flugzeugträger und einige japanische Marineschiffe können ebenfalls notfalls als Flugzeugträger dienen.